# داريو لاروسا
داريو لاروسا (بالإسبانية: Darío Larrosa)‏ هو لاعب كرة قدم أوروغواياني في مركز الوسط، ولد في 13 ديسمبر 1971 في مونتيفيديو في الأوروغواي. لعب مع ميونيسيبال ونادي أكويلا ونادي راسينغ مونتيفيديو.